# 效率市場假說
（縮寫為EMH），一個經濟學學說，由尤金·法马于1970年深化并提出的，是投資学中最重要的七个理念之一，其对有效市场的定义是：如果市場價格充分反映了所有可得資訊，則該市場為有效市場。
衡量市場效率的指標包括：價格是否根據資訊自由變動，以及資訊是否均勻分布，使所有投資者獲得相同質量的信息。根据这一假设，投资者在买卖股票时会迅速有效地利用可能的信息。所有已知的影响一种股票价格的因素都已经反映在股票的价格中，因此根据这一理论，股票的技术分析是无效的。
亦可以理解为一个其拥有良好的监管体系，做市商以及成熟的市场机制的资本市场。市场具有很好的深度与流动性，在此市场中观察到的价格是真实价值的完美指标，市场价格准确的反映了市场上可得到的信息，并随着新信息的披露而做出相应的反映。
根据这一假设，股票市场的价格是不可预测的，无论是碰运气或是根据内線消息，在对股票价格进行预测中付出的时间、金钱、和努力都是徒劳的，任何对股票的技术分析都是无效的。
有效市场假说是有效市场理论的最重要的组成部分。
此假说并不意味着投资者的投资行为是理性的，并允许某些投资者的某些投资行为在面对消息的公布可能会出现反应过度或毫无反应。其唯一的宗旨是保证在这种投资人随机投资的模式下，不会出现任何人在市场里谋取暴利。因为很可能在一段相当长的时期内，市场会出现这种非理性的行为。如这种行为是不可预测的，就会有经济危机、泡沫、大萧条的存在。
根据此一理论，在任何时间都有無數人在搜寻细小的线索以做出到对股票的未来价格最精准的预测。利用任何看似有用的信息，试图在市场上低买高卖。其结果是那些有能力获取和处理分析一切信息的人们来说，他们会利用已知的一切来预测股票的价格，绝不会放弃任何获取盈利的机会。但由于有成千上万的毫不相干的投资者在参与这一过程，因此股票的价格会是瞬息万变的，也就是说当人们利用透过所有已获得的信息而判断出的股票价格，并要有所行动的时候，其为时已晚。
股票价格的走势将沿着一条不明确的轨迹行进，也就是说，现价是对未来价格最好的预测。这一说法被命名为隨機漫步假說，在不可预测的市场里，未来股票价格将在不固定的范围内变化，而现价是的唯一最接近未来随机变动价格的值，因为那些不可预测的巨大变化常常是因为一些最不常发生的细节所引起的。因此这些随机游走的市场价格不会有「一夜致富」可能性。

## 基本假設
依據尤金·法马對效率市場理論存在的三個基本假設：
1. 市場將立即反應新的資訊，調整至新的價位。因此價格變化是取決於新資訊的發布，股價呈隨機走勢。
2. 新資訊的出現是呈隨機性，即好、壞資訊是相伴而來的。
3. 市場上許多投資者是理性且追求最大利潤，而且每人對於股票分析是獨立的，不受相互影響。

由效率市場理論延伸發展，尤金·法马依市場效率性質提出弱式效率、半強式效率及強式效率，其分述如下：

### 弱式效率（Weak Form Efficiency）
目前股票價格已充分反映了過去股票價格所提供的各項情報。所以，投資人無法再運用各種方法對過去股票價格進行分析，再利用分析結果來預測未來股票價格，基於隨機漫步假說，未來消息是隨機而來的。意即投資者無法再利用過去資訊來獲得超額報酬。所以，弱式效率越高，若以過去價量為基礎的技術分析來進行預測效果將會十分不準確。

### 半強式效率（Semi-Strong Form Efficiency）
目前股票價格已充分反應了所有公開資訊，所以，投資者無法利用情報分析結果來進行股票價格預測而獲取超額報酬。因此，半強式效率越高，依賴公開的財務報表、經濟情況及政治情勢來進行基本面分析，然後再預測股票價格是徒勞無功。

### 強式效率（Strong Form Efficiency）
目前股票價格充分反應了所有已公開和未公開之所有情報。雖然情報未公開，但投資者能利用各種管道來獲得資訊，所以，所謂未公開的消息，實際上是已公開的資訊且已反應於股票價格上。此種情形下，投資者也無法因擁有某些股票內線消息而獲取超額報酬。

## 面临挑战
許多時候，投資人在市場走到極端時，像是泡沫及崩盤，會變得非常不理性，而這便違反了效率市場假說的前提假設，進而讓效率市場假說受到挑戰。